# Parkowo (przystanek kolejowy)
Parkowo – przystanek kolejowy we wsi Parkowo w województwie wielkopolskim, w Polsce, leżący na linii kolejowej nr 354 Poznań POD - Piła Główna. Dawniej posiadał dwa perony, ale tor przy jednym z nich został rozebrany.

## Ruch pasażerski
| Rok  | Wymiana pasażerska na dobę |
| ---- | -------------------------- |
| 2017 | 50-99                      |
| 2022 | 100-149                    |